# Departamento Capital (La Pampa)
Capital es un departamento de la provincia de La Pampa en Argentina.

## Gobiernos locales
Su territorio se divide entre:
- Municipio de Anguil
- Municipio de Santa Rosa (parte de su zona rural está en el departamento Toay)
- Zona rural del municipio de Winifreda (el resto se extiende por los departamentos Conhelo y Toay)
- Zona rural del municipio de Mauricio Mayer (el resto se extiende por el departamento Conhelo)

## Población
En 2022, el censo arrojó 119.632 habitantes. Esto significó un incremento del 13.6% frente a los 105.312 del censo 2010 y le valió la máxima colocación en la provincia en población y densidad.